# Harnæs (Flensborg)
Harnæs (dansk) eller Harnis (tysk) var en lille halvø i det nordlige Tyskland, beliggende på østbredden af Flensborg Fjord. Halvøen var beliggende lidt nord for Ballastbroen (Ballastkajen) og hørte under Jørgensgaard kommune. Her fandtes blandt andre et teglværk og et lille bryggeri. I takt med udbyggelsen af Flensborg Havn og især af Flensborgs frihavn forsvandt halvøen. I dag er Harnæskajen (Harniskai) et lille erhversområde ved havnen.
Stednavnet må sammenstilles med det svenske Harnäs. Navnet henføres til dialektal hare for sten- eller klippegrund (sml. oldnordisk hallr og hamarr).